# Булавіне
Булавіне (до 2025 — Юганівка) — село в Україні, у Станично-Луганській селищній громаді Щастинського району Луганської області. Населення становить 39 осіб. Відстань до колишнього райцентру становить близько 19 км і про проходить автошляхом Р22. У селі розташований пункт пропуску на кордоні з Росією Юганівка—Єлань.
Розташований за 5 км. Від с. Камишного.
Площа населеного пункту — 63 га.
Населення — 174 особи.
Кількість дворів — 67.
День села — у день свята Вознесіння Господнього.

## Історія
Засновано як хутір Юганівка 1895 року, з 1918 село. (За іншими джерелами у 1776 році на річці Деркул виник хутір Юганівка.)
Село постраждало від паводку у березні 2012 року.
Під час війни на сході України населений пункт потрапив у зону бойових дій. 16 липня 2014 року у лісопосадці неподалік від Юганівки прикордонний загін натрапив на групу диверсантів, що намагалися розмістити вибуховий пристрій «фугас». В результаті збройного зіткнення двоє української вояків — Постольний Микола Миколайович і Закопайло Максим Олександрович загинули. 10 серпня внаслідок обстрілу бойовиками із застосуванням БМ-21 «Град», біля Юганівки загинули прапорщик Володимир Шило, старшина Давід Дзідзінашвілі, старший сержант ДПСУ Сергій Андрієнко та молодший сержант В'ячеслав Акутін.
Поблизу села виявлено чотири поселення епохи бронзи. Назва села: антропонімного походження, утворена від прізвища власника землі Юганова. Ця територія була заселена донськими козаками та втікачами наприкінці XVIII ст.
У с. Юганівка не один десяток років 70-90 р. працював оздоровчим піонерським табором для дітей.
Неподалік оздоровчого табору є пам'ятник загиблим воїнам у Другій світовій війні.
05 червня 2025 року відповідно до Постанови Верховної Ради України № 4483-IX село Юганівка було перейменовано на село Булавіне. Постанова набула чинності 18 червня 2025 року.

## Населення
За даними перепису 2001 року населення села становило 39 осіб, з них 5,13 % зазначили рідною мову українську, а 94,87 % — російську.